# فرنان گیو
فرنان گیو (فرانسوی: Fernand Guillou‎; ۱۶ ژانویهٔ ۱۹۲۶ – اکتبر ۲۰۰۹ (۸۲−۸۳ سال)) بازیکن بسکتبال اهل فرانسه بود.